# Martin Damm
Martin Damm, född 1 augusti 1972 i Liberec, Tjeckien, är en tjeckisk högerhänt professionell tennisspelare. Han blev proffs på ATP-touren 1990 och har till februari 2009 spelat hem 37 titlar i dubbel, där han alltså haft sina största framgångar. Hans dubbelpartner fram till 2010 var svensken Robert Lindstedt.

## Tenniskarriären
Efter att Damm blev professionell ATP-spelare 1990 har han spelat hem 37 dubbeltitlar på touren, med flera olika partners. I singel har han däremot inte nått anmärkningsvärda framgångar och har som bästa singelranking en 42:a plats, från sommaren 1997. Sin största framgång hittills i dubbel nådde Damm då han, i par med indiern Leander Paes, spelade hem US Open 2006. De finalbesegrade Jonas Björkman och Max Mirnyj med setsiffrorna 6–7(5), 6–4, 6–3.
Damms nuvarande dubbelpartner är Robert Lindstedt och de startade sitt samarbete inför säsongen 2009. Till och med februari 2009 har paret vunnit två turneringar, i Auckland och i Zagreb.
Damm har spelat i Davis Cup för Tjeckien sedan 1993. Han har spelat tio matcher och vunnit åtta av dem. När Damm har medverkat har Tjeckien som bäst nått en kvartsfinal mot Australien. Laget åkte dock på förlust med 0–5. 

## Dubbeltitlar

### Grand Slam(1)
| Nr | Datum             | Turnering              | Underlag  | Partner      | Finalmotståndare          | Resultat         |
| -- | ----------------- | ---------------------- | --------- | ------------ | ------------------------- | ---------------- |
| 1. | 11 september 2006 | US Open, New York, USA | Hardcourt | Leander Paes | Jonas Björkman Max Mirnyj | 6–7(5), 6–4, 6–3 |

### Övriga (44)
| Teckenförklaring       |
| Tennis Masters Cup (0) |
| ATP Masters Series (4) |
| ATP-touren (34)        |
| Challengers (6)        |

| Nr  | Datum            | Turnering        | Underlag      | Partner             | Finalmotståndare                   | Resultat            |
| 1.  | 22 oktober 1990  | Brest            | Hardcourt (i) | Ģirts Dzelde        | Wayne Ferreira Piet Norval         | 6–4, 6–4            |
| 2.  | 1 juli 1991      | Nyon             | Grus          | Branislav Stanković | Otis Smith Vincent Van Gelderen    | 6–4, 7–6            |
| 3.  | 14 oktober 1991  | Kairo            | Hardcourt     | David Rikl          | Byron Black Marcos Ondruska        | 6–2, 6–3            |
| 4.  | 9 mars 1992      | Tunis            | Grus          | David Adams         | Marcelo Filippini Diego Pérez      | 7–6, 6–1            |
| 5.  | 4 maj 1992       | Prag             | Grus          | David Rikl          | Johan Carlsson Nicklas Kroon       | 6–2, 6–0            |
| 6.  | 22 mars 1993     | Zaragoza         | Matta         | Karel Nováček       | Mike Bauer David Rikl              | 2–6, 6–4, 7–5       |
| 7.  | 3 maj 1993       | München          | Grus          | Henrik Holm         | Carl-Uwe Steeb Karel Nováček       | 6–0, 3–6, 7–5       |
| 8.  | 7 mars 1994      | Köpenhamn        | Matta         | Brett Steven        | David Prinosil Udo Riglewski       | 6–3, 6–4            |
| 9.  | 4 april 1994     | Osaka            | Hardcourt     | Sandon Stolle       | David Adams Andrej Olhovskij       | 6–4, 6–4            |
| 10. | 17 oktober 1994  | Ostrava          | Matta         | Karel Nováček       | Gary Muller Piet Norval            | 6–4, 1–6, 6–3       |
| 11. | 6 mars 1995      | Rotterdam        | Matta         | Anders Järryd       | Tomás Carbonell Francisco Roig     | 6–3, 6–2            |
| 12. | 27 mars 1995     | Sankt Petersburg | Matta         | Anders Järryd       | Jakob Hlasek Jevgenij Kafelnikov   | 6–4, 6–2            |
| 13. | 14 oktober 1996  | Peking           | Matta         | Andrej Olhovskij    | Patrik Kühnen Gary Muller          | 6–4, 7–5            |
| 14. | 14 april 1997    | Hong Kong        | Hardcourt     | Daniel Vacek        | Karsten Braasch Jeff Tarango       | 6–3, 6–4            |
| 15. | 21 april 1997    | Tokyo            | Hardcourt     | Daniel Vacek        | Justin Gimelstob Patrick Rafter    | 2–6, 6–2, 7–6       |
| 16. | 10 november 1997 | Moskva           | Matta         | Cyril Suk           | David Adams Fabrice Santoro        | 6–4, 6–3            |
| 17. | 9 februari 1998  | Split            | Matta         | Jiří Novák          | Frederik Bergh Patrik Frederiksson | 7–6, 6–2            |
| 18. | 2 mars 1998      | London           | Matta         | Jim Grabb           | Jevgenij Kafelnikov Daniel Vacek   | 6–4, 7–5            |
| 19. | 10 augusti 1998  | Toronto          | Hardcourt     | Jim Grabb           | Ellis Ferreira Rick Leach          | 6–7, 6–2, 7–6       |
| 20. | 3 maj 1999       | Prag             | Grus          | Radek Štěpánek      | Mark Keil Nicolás Lapentti         | 6–0, 6–2            |
| 21. | 25 oktober 1999  | Brest            | Hardcourt (i) | Max Mirnyj          | Rodolphe Gilbert Lionel Roux       | 4–6, 6–1, 6–4       |
| 22. | 6 mars 2000      | Köpenhamn        | Hardcourt (i) | David Prinosil      | Jonas Björkman Sébastien Lareau    | 6–1, 5–7, 7–5       |
| 23. | 15 maj 2000      | Rom              | Grus          | Dominik Hrbatý      | Wayne Ferreira Jevgenij Kafelnikov | 6–4, 4–6, 6–3       |
| 24. | 26 juni 2000     | s'Hertogenbosch  | Gräs          | Cyril Suk           | Paul Haarhuis Sandon Stolle        | 6–4, 6–7(5), 7–6(5) |
| 25. | 20 augusti 2001  | Washington, D.C. | Hardcourt     | David Prinosil      | Bob Bryan Mike Bryan               | 7–6(5), 6–3         |
| 26. | 15 oktober 2001  | Wien             | Hardcourt (i) | Radek Štěpánek      | Jiří Novák David Rikl              | 6–3, 6–2            |
| 27. | 11 mars 2002     | Delray Beach     | Hardcourt     | Cyril Suk           | David Adams Ben Ellwood            | 6–4, 6–7(5), [10-5] |
| 28. | 13 maj 2002      | Rom              | Grus          | Cyril Suk           | Wayne Black Kevin Ullyett          | 7–5, 7–5            |
| 29. | 24 juni 2002     | s'Hertogenbosch  | Gräs          | Cyril Suk           | Paul Haarhuis Brian MacPhie        | 7–6(6), 6–7(6), 6–4 |
| 30. | 6 januari 2003   | Doha             | Hardcourt     | Cyril Suk           | Mark Knowles Daniel Nestor         | 6–4, 7–6(8)         |
| 31. | 23 juni 2003     | s'Hertogenbosch  | Gräs          | Cyril Suk           | Donald Johnson Leander Paes        | 7–5, 7–6(4)         |
| 32. | 28 juli 2003     | Kitzbühel        | Grus          | Cyril Suk           | Jürgen Melzer Alexander Peya       | 6–4, 6–4            |
| 33. | 12 januari 2004  | Doha             | Hardcourt     | Cyril Suk           | Stefan Koubek Andy Roddick         | 6–2, 6–4            |
| 34. | 21 juni 2004     | s'Hertogenbosch  | Gräs          | Cyril Suk           | Lars Burgsmüller Jan Vacek         | 6–3, 6–7(7), 6–3    |
| 35. | 18 oktober 2004  | Vienna           | Hardcourt (i) | Cyril Suk           | Gastón Etlis Martín Rodríguez      | 6–7(4), 6–4, 7–6(4) |
| 36. | 14 februari 2005 | Marseille        | Hardcourt     | Radek Štěpánek      | Mark Knowles Daniel Nestor         | 7–6(4), 7–6(5)      |
| 37. | 28 februari 2005 | Dubai            | Hardcourt     | Radek Štěpánek      | Jonas Björkman Fabrice Santoro     | 6–2, 6–4            |
| 38. | 20 februari 2006 | Marseille        | Hardcourt (i) | Radek Štěpánek      | Mark Knowles Daniel Nestor         | 6–2, 6–7(4), [10-3] |
| 39. | 26 juni 2006     | s'Hertogenbosch  | Gräs          | Leander Paes        | Chris Haggard Arnaud Clément       | 6–1, 7–6(3)         |
| 40. | 26 februari 2007 | Rotterdam        | Hardcourt (i) | Leander Paes        | Andrei Pavel Alexander Waske       | 6–3, 6–7(5), [10-7] |
| 41. | 19 mars 2007     | Indian Wells     | Hardcourt     | Leander Paes        | Jonathan Erlich Andy Ram           | 6–4, 6–4            |
| 42. | 11 februari 2008 | Marseille        | Hardcourt (i) | Pavel Vízner        | Yves Allegro Jeff Coetzee          | 7–6(0), 7–5         |
| 43. | 12 januari 2009  | Auckland         | Hardcourt     | Robert Lindstedt    | Scott Lipsky Leander Paes          | 7–5, 6–4            |
| 44. | 8 februari 2009  | Zagreb           | Hardcourt (i) | Robert Lindstedt    | Christopher Kas Rogier Wassen      | 6–4, 6–3            |